# Liga Panameña de Fútbol Clausura 2015
La Liga Panameña de Fútbol Clausura 2015, oficialmente por motivo de patrocinio Copa Cable Onda Clausura 2015 fue la XLII edición del torneo de la Liga Panameña de Fútbol, siendo la finalización de la temporada que inició el año anterior con el torneo LPF Apertura 2014. Inició el 16 de enero  y finalizó el sábado 30 de mayo con la disputa del partido final entre el CA Independiente y el CD Árabe Unido en el Estadio Rommel Fernández.
La final fue ganada por el equipo Colonense quien obtuvo el boleto para participar en la siguiente edición de la Concacaf Liga Campeones 2015-16, con este título el Árabe consigue el 13.º en su historia, convirtiéndose en el máximo ganador de la LPF hasta el momento. 
El último equipo en sumalización de los puntos del Apertura 2014 y este torneo (Clausura 2015), fue el CA Independiente de La Chorrera y quedó relegado a segunda división para la próxima temporada. A pesar de esto, curiosamente por su buena actuación este torneo logró clasificarse a la gran final.
El campeón del Torneo Clausura 2015, el Deportivo Árabe Unido de Colón, acaparó la mayoría de los reconocimientos, llevándose a casa el premio al Mejor Jugador del Torneo en la figura de Renán Addles, portero menos vencido con el guardameta Miguel Lloyd y el reconocimiento al mejor entrenador del campeonato gracias al entrenador Juan Sergio Guzmán. Mientras que el San Francisco FC fue galardonado con el premio al equipo Fair Play y su delantero Johnny Ruíz con el trofeo a máximo goleador del Torneo Clausura 2015, gracias a sus 10 tantos anotados en el campeonato.

## Sistema de competición
Como en temporadas precedentes, consta de un grupo único integrado por 10 clubes de toda la geografía panameña. Siguiendo un sistema de liga, los 10 equipos se enfrentaran todos contra todos en dos ocasiones —una en campo propio y otra en campo contrario— sumando un total de 18 jornadas. El orden de los encuentros se decidirá por sorteo antes de empezar la competición.

### Fase final
Los cuatro primeros clubes calificados para esta Fase del torneo serán reubicados de acuerdo con el lugar que ocupen en al término de la jornada 18, con el puesto del número # 1 al club mejor clasificado, y así hasta el número #4. Los partidos a esta fase se desarrollarán a visita, en las siguientes etapas:
- Semifinal
- Final

Los clubes vencedores en los partidos de semifinal serán aquellos que en los dos juegos anoten el mayor número de goles. De existir empate en el número de goles anotados, la posición se definirá a favor del club con mayor cantidad de goles a favor cuando actúe como visitante; si una vez aplicado el criterio anterior los Clubes siguieran empatados, se definirá por la tanda del punto penal.
El Club vencedor de la Final y por lo tanto Campeón, será aquel que en el partido anote el mayor número de goles. Si al término del tiempo reglamentario el partido está empatado, se agregarán dos tiempos extras de 15 minutos cada uno. De persistir el empate en estos periodos, se procederá a lanzar tiros penales hasta que resulte un vencedor.

## Equipos
| Alianza FC                              | Panamá        | Juan Pablo Lopera    | Luis Ernesto Tapia             | 900    |
| CA Independiente                        | La Chorrera   | Jair Palacios        | Agustín Muquita Sánchez        | 8 000  |
| CD Árabe Unido                          | Colón         | Sergio Guzmán        | Estadio Armando Dely Valdés    | 2,500  |
| CD Plaza Amador                         | Panamá        | Juan Carlos García   | Estadio Maracaná               | 5,500  |
| Chepo FC                                | Chepo         | Jorge Santos         | Estadio Rommel Fernández       | 32 000 |
| Chorrillo FC                            | Panamá        | Julio Medina III     | Estadio Maracaná               | 5,500  |
| Atlético Chiriquí                       | David         | Javier Wanchope      | San Cristóbal                  | 2 500  |
| San Francisco FC                        | La Chorrera   | Gary Stempel         | Agustín Muquita Sánchez        | 8 000  |
| Sporting San Miguelito                  | San Miguelito | Mario Anthony Torres | Luis Ernesto "Cascarita" Tapia | 900    |
| Tauro FC                                | Panamá        | Mike Stump           | Estadio Rommel Fernández       | 32 000 |
| Datos actualizados a 23 de mayo de 2015 |               |                      |                                |        |

## Tabla General[3]
|  |     | Equipos de fútbol      | PJ | G | E | P | GF | GC | Dif | Pts |
|  | --- | ---------------------- | -- | - | - | - | -- | -- | --- | --- |
|  | 1.  | Sporting San Miguelito | 18 | 7 | 9 | 2 | 23 | 15 | +8  | 30  |
|  | 2.  | CD Árabe Unido         | 18 | 8 | 5 | 5 | 22 | 16 | +6  | 29  |
|  | 3.  | CD Plaza Amador        | 18 | 7 | 7 | 4 | 28 | 23 | +5  | 28  |
|  | 4.  | CA Independiente       | 18 | 7 | 5 | 6 | 23 | 21 | +2  | 26  |
|  | 5.  | San Francisco FC       | 18 | 6 | 7 | 5 | 22 | 19 | +3  | 25  |
|  | 6.  | Alianza FC             | 18 | 6 | 4 | 8 | 23 | 23 | 0   | 22  |
|  | 7.  | Chepo FC               | 18 | 5 | 7 | 6 | 19 | 22 | -3  | 22  |
|  | 8.  | Tauro FC               | 18 | 5 | 7 | 6 | 22 | 26 | -4  | 22  |
|  | 9.  | Chorrillo FC           | 18 | 3 | 8 | 7 | 16 | 22 | -6  | 17  |
|  | 10. | Atlético Chiriquí      | 18 | 4 | 5 | 9 | 14 | 25 | -11 | 17  |

## Partidos
| Tauro FC               | 1:1 | San Francisco FC  | Estadio Rommel Fernández "Clásico Joven" | 16 de enero | 21:00 | TV Max |
| C.A.I.                 | 1:1 | Chorrillo FC      | Estadio Agustín Muquita Sánchez          | 16 de enero | 21:00 |        |
| Alianza FC             | 2:1 | CD Árabe Unido    | Cancha Luis Ernesto Tapia                | 17 de enero | 18:00 |        |
| CD Plaza Amador        | 2:1 | Atlético Chiriquí | Estadio Maracaná de Panamá               | 17 de enero | 18:00 | RPC TV |
| Sporting San Miguelito | 2:2 | Chepo FC          | Cancha Luis Ernesto Tapia                | 18 de enero | 16:00 |        |

| CD Árabe Unido    | 1:0 | C.A.I.                 | Estadio Armando Dely Valdés                       | 23 de enero | 21:00 |  |
| San Francisco FC  | 1:1 | CD Plaza Amador        | Estadio Agustín Muquita Sánchez "Clásico Antiguo" | 23 de enero | 21:00 |  |
| Chorrillo FC      | 0:2 | Tauro FC               | Estadio Maracaná de Panamá                        | 24 de enero | 18:00 |  |
| Atlético Chiriquí | 2:0 | Sporting San Miguelito | Estadio San Cristóbal                             | 24 de enero |       |  |
| Chepo FC          | 2:1 | Alianza FC             | Estadio Rommel Fernández                          | 24 de enero |       |  |

| San Francisco FC | 2:2 | Sporting San Miguelito | Cancha Luis Ernesto Tapia                         | 27 de enero |  |  |
| C.A.I.           | 2:0 | Chepo FC               | Estadio Agustín Muquita Sánchez                   | 28 de enero |  |  |
| Chorrillo FC     | 1:1 | CD Árabe Unido         | Estadio Maracaná de Panamá                        | 28 de enero |  |  |
| Tauro FC         | 2:2 | CD Plaza Amador        | Estadio Rommel Fernández "Súper Clásico Nacional" | 28 de enero |  |  |
| Alianza FC       | 2:1 | Atlético Chiriquí      | Cancha Luis Ernesto Tapia                         | 28 de enero |  |  |

| San Francisco FC  | 4:1 | Alianza FC             | Estadio Agustín Muquita Sánchez | 31 de enero  |       |        |
| CD Plaza Amador   | 1:1 | Sporting San Miguelito | Estadio Maracaná de Panamá      | 31 de enero  |       |        |
| CD Árabe Unido    | 0:1 | Tauro FC               | Estadio Armando Dely Valdés     | 31 de enero  |       |        |
| Chepo FC          | 1:1 | Chorrillo FC           | Cancha Luis Ernesto Tapia       | 1 de febrero | 16:00 |        |
| Atlético Chiriquí | 0:0 | C.A.I.                 | Estadio San Cristóbal           | 1 de febrero | 16:00 | TV Max |

| CD Árabe Unido | 0:1 | Chepo FC               | Estadio Armando Dely Valdés                | 6 de febrero |  |  |
| C.A.I.         | 0:1 | San Francisco FC       | Agustín Muquita Sánchez "Derbi Chorrerano" | 6 de febrero |  |  |
| Tauro FC       | 1:1 | Sporting San Miguelito | Estadio Rommel Fernández                   | 6 de febrero |  |  |
| Chorrillo FC   | 4:0 | Atlético Chiriquí      | Estadio Maracaná                           | 7 de febrero |  |  |
| Alianza FC     | 2:3 | CD Plaza Amador        | Luis Ernesto "Cascarita" Tapia             | 7 de febrero |  |  |

| San Francisco FC       | 1:0 | Chorrillo FC   | Agustín Muquita Sánchez        | 11 de febrero |  |  |
| Atlético Chiriquí      | 0:2 | CD Árabe Unido | San Cristóbal                  | 11 de febrero |  |  |
| CD Plaza Amador        | 4:2 | C.A.I.         | Estadio Maracaná               | 11 de febrero |  |  |
| Chepo FC               | 1:1 | Tauro FC       | Estadio Rommel Fernández       | 11 de febrero |  |  |
| Sporting San Miguelito | 0:0 | Alianza FC     | Luis Ernesto "Cascarita" Tapia | 11 de febrero |  |  |

| Tauro FC       | 0:4 | Alianza FC             | Estadio Rommel Fernández    | 21 de febrero |  |  |
| C.A.I.         | 0:2 | Sporting San Miguelito | Agustín Muquita Sánchez     | 21 de febrero |  |  |
| Chorrillo FC   | 1:0 | CD Plaza Amador        | Estadio Maracaná            | 21 de febrero |  |  |
| CD Árabe Unido | 2:0 | San Francisco FC       | Estadio Armando Dely Valdés | 21 de febrero |  |  |
| Chepo FC       | 0:2 | Atlético Chiriquí      | Estadio Rommel Fernández    | 22 de febrero |  |  |

| San Francisco FC       | 1:0 | Chepo FC          | Agustín Muquita Sánchez        | 27 de febrero |  |  |
| Tauro FC               | 0:0 | Atlético Chiriquí | Estadio Rommel Fernández       | 27 de febrero |  |  |
| Alianza FC             | 0:1 | C.A.I.            | San Cristóbal                  | 28 de febrero |  |  |
| CD Plaza Amador        | 1:2 | CD Árabe Unido    | Estadio Maracaná               | 28 de febrero |  |  |
| Sporting San Miguelito | 1:0 | Chorrillo FC      | Luis Ernesto "Cascarita" Tapia | 1 de marzo    |  |  |

| C.A.I.            | 4:2 | Tauro FC               | Agustín Muquita Sánchez     | 4 de marzo |  |  |
| Atlético Chiriquí | 1:0 | San Francisco FC       | San Cristóbal               | 4 de marzo |  |  |
| Chepo FC          | 0:1 | CD Plaza Amador        | Estadio Rommel Fernández    | 4 de marzo |  |  |
| Chorrillo FC      | 2:1 | Alianza FC             | Estadio Maracaná            | 4 de marzo |  |  |
| CD Árabe Unido    | 1:0 | Sporting San Miguelito | Estadio Armando Dely Valdés | 4 de marzo |  |  |

| San Francisco FC  | 0:1 | Tauro FC               | Agustín Muquita Sánchez     | 7 de marzo   | 18:00 | TV Max |
| Chorrillo FC      | 0:0 | C.A.I.                 | Estadio Maracaná            | 7 de marzo   | 18:00 |        |
| Chepo FC          | 1:1 | Sporting San Miguelito | Estadio Rommel Fernández    | 7 de febrero | 18:00 |        |
| CD Árabe Unido    | 2:1 | Alianza FC             | Estadio Armando Dely Valdés | 7 de marzo   | 18:00 | COS 2  |
| Atlético Chiriquí | 1:3 | CD Plaza Amador        | San Cristóbal               | 8 de marzo   | 16:00 | RPC TV |

| C.A.I.                 | 1:0 | CD Árabe Unido    | Agustín Muquita Sánchez              | 13 de marzo | 21:00 |  |
| Tauro FC               | 2:1 | Chorrillo FC      | Estadio Rommel Fernández             | 13 de marzo | 21:00 |  |
| CD Plaza Amador        | 2:2 | San Francisco FC  | Estadio Maracaná de Panamá           | 14 de marzo | 18:00 |  |
| Alianza FC             | 1:1 | Chepo FC          | Estadio Luis Ernesto Cascarita Tapia | 14 de marzo | 18:00 |  |
| Sporting San Miguelito | 1:3 | Atlético Chiriquí | Estadio Luis Ernesto Cascarita Tapia | 15 de marzo | 16:00 |  |

| San Francisco FC  | 2:2 | Sporting San Miguelito | Agustín Muquita Sánchez              | 20 de marzo | 21:00 |  |
| CD Árabe Unido    | 2:2 | Chorrillo FC           | Estadio Armando Dely Valdés          | 20 de marzo | 21:00 |  |
| Atlético Chiriquí | 1:1 | Alianza FC             | Estadio San Cristóbal                | 21 de marzo | 18:00 |  |
| Chepo FC          | 1:2 | C.A.I.                 | Estadio Luis Ernesto Cascarita Tapia | 21 de marzo | 18:00 |  |
| CD Plaza Amador   | 3:1 | Tauro FC               | Estadio Luis Ernesto Cascarita Tapia | 21 de marzo | 18:00 |  |

| C.A.I.                 | 4:2 | Atlético Chiriquí | Agustín Muquita Sánchez              | 28 de marzo | 18:00 |  |
| Chorrillo FC           | 2:2 | Chepo FC          | Estadio Maracaná de Panamá           | 28 de marzo | 18:00 |  |
| Alianza FC             | 1:0 | San Francisco FC  | Estadio Luis Ernesto Cascarita Tapia | 28 de marzo | 18:00 |  |
| Tauro FC               | 0:1 | CD Árabe Unido    | Estadio Luis Ernesto Cascarita Tapia | 28 de marzo | 18:00 |  |
| Sporting San Miguelito | 2:0 | CD Plaza Amador   | Estadio Luis Ernesto Cascarita Tapia | 29 de marzo | 16:00 |  |

| San Francisco FC       | 1:1 | C.A.I.         | Agustín Muquita Sánchez              | 7 de abril  | 21:00 |  |
| Atlético Chiriquí      | 0:0 | Chorrillo FC   | Estadio San Cristóbal                | 11 de abril | 18:00 |  |
| Chepo FC               | 1:0 | CD Árabe Unido | Estadio Luis Ernesto Cascarita Tapia | 1 de abril  | 20:00 |  |
| CD Plaza Amador        | 0:1 | Alianza FC     | Estadio Maracaná de Panamá           | 8 de abril  | 20:00 |  |
| Sporting San Miguelito | 2:1 | Tauro FC       | Estadio Luis Ernesto Cascarita Tapia | 8 de abril  | 20:00 |  |

| CD Árabe Unido | 3:1 | Atlético Chiriquí      | Estadio Armando Dely Valdés          | 15 de abril | 20:00 |  |
| Tauro FC       | 1:2 | Chepo FC               | Estadio Rommel Fernández             | 15 de abril | 20:00 |  |
| Chorrillo FC   | 0:2 | San Francisco FC       | Estadio Maracaná de Panamá           | 15 de abril | 20:00 |  |
| C.A.I.         | 1:2 | CD Plaza Amador        | Estadio Agustín Muquita Sánchez      | 15 de abril | 20:00 |  |
| Alianza FC     | 1:1 | Sporting San Miguelito | Estadio Luis Ernesto Cascarita Tapia | 15 de abril | 20:00 |  |

| San Francisco FC       | 2:2 | CD Árabe Unido | Estadio Agustín Muquita Sánchez      | 18 de abril | 18:00 |  |
| Alianza FC             | 1:3 | Tauro FC       | Estadio Luis Ernesto Cascarita Tapia | 18 de abril | 18:00 |  |
| CD Plaza Amador        | 1:1 | Chorrillo FC   | Estadio Maracaná de Panamá           | 18 de abril | 18:00 |  |
| Atlético Chiriquí      | 1:2 | Chepo          | Estadio San Cristóbal                | 18 de abril | 16:00 |  |
| Sporting San Miguelito | 1:0 | C.A.I.         | Estadio Luis Ernesto Cascarita Tapia | 19 de abril | 16:00 |  |

| Alianza FC             | 3:0 | Chorrillo FC      | Estadio Luis Ernesto Cascarita Tapia | 30 de abril |  |  |
| Tauro FC               | 3:3 | CA Independiente  | Estadio Rommel Fernández             | 3 de mayo   |  |  |
| Sporting San Miguelito | 1:1 | CD Árabe Unido    | Estadio Luis Ernesto Cascarita Tapia | 3 de mayo   |  |  |
| CD Plaza Amador        | 1:1 | Chepo FC          | Estadio Maracaná de Panamá           | 26 de abril |  |  |
| San Francisco FC       | 0:1 | Atlético Chiriquí | Estadio Agustín Muquita Sánchez      | 3 de mayo   |  |  |

## Fase Final
|  | Semifinales                                   | Semifinales                                   | Semifinales                                   | Semifinales                                   |                  |   | Final              | Final              |  |
|  | Seminales (15 / 16 de mayo y 22 / 23 de mayo) | Seminales (15 / 16 de mayo y 22 / 23 de mayo) | Seminales (15 / 16 de mayo y 22 / 23 de mayo) | Seminales (15 / 16 de mayo y 22 / 23 de mayo) |                  |   | Final (30 de mayo) | Final (30 de mayo) |  |
|  |                                               |                                               |                                               |                                               |                  |   |                    |                    |  |
|  |                                               |                                               |                                               |                                               |                  |   |                    |                    |  |
|  | CA Independiente                              | 1                                             | 2                                             |                                               |                  |   |                    |                    |  |
|  | CA Independiente                              | 1                                             | 2                                             |                                               |                  |   |                    |                    |  |
|  | Sporting San Miguelito                        | 0                                             | 2                                             |                                               |                  |   |                    |                    |  |
|  | Sporting San Miguelito                        | 0                                             | 2                                             |                                               | CA Independiente | 1 |                    |                    |  |
|  |                                               |                                               |                                               |                                               | CA Independiente | 1 |                    |                    |  |
|  |                                               |                                               | CD Árabe Unido                                | 2                                             |                  |   |                    |                    |  |
|  | CD Plaza Amador                               | 0                                             | CD Árabe Unido                                | 2                                             | 1                |   |                    |                    |  |
|  | CD Plaza Amador                               | 0                                             |                                               |                                               | 1                |   |                    |                    |  |
|  | CD Árabe Unido                                | 1                                             | 1                                             |                                               |                  |   |                    |                    |  |
|  | CD Árabe Unido                                | 1                                             | 1                                             |                                               |                  |   |                    |                    |  |
|  |                                               |                                               |                                               |                                               |                  |   |                    |                    |  |

## Gran Final
| 1     | POR   | Miguel Lloyd        |     |
| 2     | DEF   | Fidel Caesar        |     |
| 3     | DEF   | Jean Cedeño         |     |
| 4     | DEF   | Angel Patrick       |     |
| 5     | DEF   | Josimar Gómez       | 55' |
| 6     | MED   | Abdiel Macea        |     |
| 7     | MED   | José González       |     |
| 8     | MED   | Enrico Small        | 79' |
| 9     | MED   | Édgar Yoel Bárcenas |     |
| 10    | DEL   | Daniel Ortiz        |     |
| 11    | DEL   | Renan Addles        | 89' |
| D. T. | D. T. | Juan Sergio Guzmán  |     |

| 1     | POR   | Eric Hughes        |     |
| 2     | DEF   | Félix Góndola      |     |
| 3     | DEF   | Rolando Rojas      |     |
| 4     | DEF   | Osvaldo Tejada     |     |
| 5     | DEF   | Alexander González |     |
| 6     | MED   | Carlos Pineda      |     |
| 7     | MED   | Carlos Sierra      | 77' |
| 8     | MED   | Leonel Jiménez     |     |
| 9     | MED   | Luigi Martínez     |     |
| 10    | DEL   | Jorman Aguilar     | 67' |
| 11    | DEL   | Joseph Cox         | 79' |
| D. T. | D. T. | Jair Palacios      |     |

| 12 | Delantero      | Abdiel Arroyo  | 55' |
| 13 | Centrocampista | Gabriel Pino   | 79' |
| 14 | Centrocampista | Gabriel Chiari | 89' |

| 12 | Delantero      | Héctor Peñaloza     | 67' |
| 13 | Centrocampista | Juan De Gracia      | 77' |
| 14 | Centrocampista | Julio César Sánchez | 79' |

| 83' · 87' | Abdiel Arroyo Gabriel Pino | 1:1 2:1 |

| 35' | Carlos Sierra | 0:1 |

| 69' · 83' · 87' · 87' | Enrico Small Abdiel Arroyo José González Gabriel Pino |

| Principal  | Jafeth Perea   |
| Asistentes | Rónald Bruña   |
|            | David Barría   |
| Cuarto     | Luis Rodríguez |

|                    |   |   |
| Tiros              | - | - |
| Tiros a puerta     | - | - |
| Faltas             | - | - |
| Saques de esquina  | - | - |
| Penaltis           | - | - |
| Fueras de juego    | - | - |
| Posesión del balón | % | % |

| Alineación inicial |

| 1     | POR   | Miguel Lloyd        |     |
| 2     | DEF   | Fidel Caesar        |     |
| 3     | DEF   | Jean Cedeño         |     |
| 4     | DEF   | Angel Patrick       |     |
| 5     | DEF   | Josimar Gómez       | 55' |
| 6     | MED   | Abdiel Macea        |     |
| 7     | MED   | José González       |     |
| 8     | MED   | Enrico Small        | 79' |
| 9     | MED   | Édgar Yoel Bárcenas |     |
| 10    | DEL   | Daniel Ortiz        |     |
| 11    | DEL   | Renan Addles        | 89' |
| D. T. | D. T. | Juan Sergio Guzmán  |     |

| 1     | POR   | Eric Hughes        |     |
| 2     | DEF   | Félix Góndola      |     |
| 3     | DEF   | Rolando Rojas      |     |
| 4     | DEF   | Osvaldo Tejada     |     |
| 5     | DEF   | Alexander González |     |
| 6     | MED   | Carlos Pineda      |     |
| 7     | MED   | Carlos Sierra      | 77' |
| 8     | MED   | Leonel Jiménez     |     |
| 9     | MED   | Luigi Martínez     |     |
| 10    | DEL   | Jorman Aguilar     | 67' |
| 11    | DEL   | Joseph Cox         | 79' |
| D. T. | D. T. | Jair Palacios      |     |

| 12 | Delantero      | Abdiel Arroyo  | 55' |
| 13 | Centrocampista | Gabriel Pino   | 79' |
| 14 | Centrocampista | Gabriel Chiari | 89' |

| 12 | Delantero      | Héctor Peñaloza     | 67' |
| 13 | Centrocampista | Juan De Gracia      | 77' |
| 14 | Centrocampista | Julio César Sánchez | 79' |

| 83' · 87' | Abdiel Arroyo Gabriel Pino | 1:1 2:1 |

| 35' | Carlos Sierra | 0:1 |

| 69' · 83' · 87' · 87' | Enrico Small Abdiel Arroyo José González Gabriel Pino |

| Principal  | Jafeth Perea   |
| Asistentes | Rónald Bruña   |
|            | David Barría   |
| Cuarto     | Luis Rodríguez |

|                    |   |   |
| Tiros              | - | - |
| Tiros a puerta     | - | - |
| Faltas             | - | - |
| Saques de esquina  | - | - |
| Penaltis           | - | - |
| Fueras de juego    | - | - |
| Posesión del balón | % | % |

| Alineación inicial |

| 1     | POR   | Miguel Lloyd        |     |
| 2     | DEF   | Fidel Caesar        |     |
| 3     | DEF   | Jean Cedeño         |     |
| 4     | DEF   | Angel Patrick       |     |
| 5     | DEF   | Josimar Gómez       | 55' |
| 6     | MED   | Abdiel Macea        |     |
| 7     | MED   | José González       |     |
| 8     | MED   | Enrico Small        | 79' |
| 9     | MED   | Édgar Yoel Bárcenas |     |
| 10    | DEL   | Daniel Ortiz        |     |
| 11    | DEL   | Renan Addles        | 89' |
| D. T. | D. T. | Juan Sergio Guzmán  |     |

| 1     | POR   | Eric Hughes        |     |
| 2     | DEF   | Félix Góndola      |     |
| 3     | DEF   | Rolando Rojas      |     |
| 4     | DEF   | Osvaldo Tejada     |     |
| 5     | DEF   | Alexander González |     |
| 6     | MED   | Carlos Pineda      |     |
| 7     | MED   | Carlos Sierra      | 77' |
| 8     | MED   | Leonel Jiménez     |     |
| 9     | MED   | Luigi Martínez     |     |
| 10    | DEL   | Jorman Aguilar     | 67' |
| 11    | DEL   | Joseph Cox         | 79' |
| D. T. | D. T. | Jair Palacios      |     |

| 12 | Delantero      | Abdiel Arroyo  | 55' |
| 13 | Centrocampista | Gabriel Pino   | 79' |
| 14 | Centrocampista | Gabriel Chiari | 89' |

| 12 | Delantero      | Héctor Peñaloza     | 67' |
| 13 | Centrocampista | Juan De Gracia      | 77' |
| 14 | Centrocampista | Julio César Sánchez | 79' |

| 83' · 87' | Abdiel Arroyo Gabriel Pino | 1:1 2:1 |

| 35' | Carlos Sierra | 0:1 |

| 69' · 83' · 87' · 87' | Enrico Small Abdiel Arroyo José González Gabriel Pino |

| Principal  | Jafeth Perea   |
| Asistentes | Rónald Bruña   |
|            | David Barría   |
| Cuarto     | Luis Rodríguez |

|                    |   |   |
| Tiros              | - | - |
| Tiros a puerta     | - | - |
| Faltas             | - | - |
| Saques de esquina  | - | - |
| Penaltis           | - | - |
| Fueras de juego    | - | - |
| Posesión del balón | % | % |

| Alineación inicial |

| 1     | POR   | Miguel Lloyd        |     |
| 2     | DEF   | Fidel Caesar        |     |
| 3     | DEF   | Jean Cedeño         |     |
| 4     | DEF   | Angel Patrick       |     |
| 5     | DEF   | Josimar Gómez       | 55' |
| 6     | MED   | Abdiel Macea        |     |
| 7     | MED   | José González       |     |
| 8     | MED   | Enrico Small        | 79' |
| 9     | MED   | Édgar Yoel Bárcenas |     |
| 10    | DEL   | Daniel Ortiz        |     |
| 11    | DEL   | Renan Addles        | 89' |
| D. T. | D. T. | Juan Sergio Guzmán  |     |

| 1     | POR   | Eric Hughes        |     |
| 2     | DEF   | Félix Góndola      |     |
| 3     | DEF   | Rolando Rojas      |     |
| 4     | DEF   | Osvaldo Tejada     |     |
| 5     | DEF   | Alexander González |     |
| 6     | MED   | Carlos Pineda      |     |
| 7     | MED   | Carlos Sierra      | 77' |
| 8     | MED   | Leonel Jiménez     |     |
| 9     | MED   | Luigi Martínez     |     |
| 10    | DEL   | Jorman Aguilar     | 67' |
| 11    | DEL   | Joseph Cox         | 79' |
| D. T. | D. T. | Jair Palacios      |     |

| 12 | Delantero      | Abdiel Arroyo  | 55' |
| 13 | Centrocampista | Gabriel Pino   | 79' |
| 14 | Centrocampista | Gabriel Chiari | 89' |

| 12 | Delantero      | Héctor Peñaloza     | 67' |
| 13 | Centrocampista | Juan De Gracia      | 77' |
| 14 | Centrocampista | Julio César Sánchez | 79' |

| 83' · 87' | Abdiel Arroyo Gabriel Pino | 1:1 2:1 |

| 35' | Carlos Sierra | 0:1 |

| 69' · 83' · 87' · 87' | Enrico Small Abdiel Arroyo José González Gabriel Pino |

| Principal  | Jafeth Perea   |
| Asistentes | Rónald Bruña   |
|            | David Barría   |
| Cuarto     | Luis Rodríguez |

|                    |   |   |
| Tiros              | - | - |
| Tiros a puerta     | - | - |
| Faltas             | - | - |
| Saques de esquina  | - | - |
| Penaltis           | - | - |
| Fueras de juego    | - | - |
| Posesión del balón | % | % |

| Alineación inicial |

| Primeros Lugares | Primeros Lugares       |
| ---------------- | ---------------------- |
| 1                | CD Árabe Unido         |
| 2                | CA Independiente       |
| 3                | CD Plaza Amador        |
| 4                | Sporting San Miguelito |

|  | Clasificado a la Concacaf Liga Campeones. |

## Campeón
|                           |
| Panamá                    |
| CD Árabe Unido 13º título |

## Tabla de descenso[4]
|  |     | Equipos de fútbol      | PJ | G  | E  | P  | GF | GC | Dif | Pts |
|  | --- | ---------------------- | -- | -- | -- | -- | -- | -- | --- | --- |
|  | 1.  | Sporting San Miguelito | 36 | 18 | 9  | 10 | 52 | 42 | +10 | 61  |
|  | 2.  | Árabe Unido            | 36 | 15 | 10 | 11 | 45 | 35 | +10 | 55  |
|  | 3.  | San Francisco FC       | 36 | 13 | 14 | 9  | 49 | 36 | +13 | 53  |
|  | 4.  | Plaza Amador           | 36 | 14 | 11 | 11 | 48 | 42 | +6  | 53  |
|  | 5.  | Tauro FC               | 36 | 12 | 13 | 11 | 41 | 41 | +0  | 49  |
|  | 6.  | Chepo FC               | 36 | 12 | 13 | 11 | 36 | 41 | -5  | 49  |
|  | 7.  | Chorrillo FC           | 36 | 11 | 14 | 11 | 38 | 39 | -1  | 47  |
|  | 8.  | Alianza FC             | 36 | 13 | 7  | 16 | 43 | 45 | -2  | 46  |
|  | 9.  | Atlético Chiriquí      | 36 | 8  | 12 | 15 | 30 | 46 | -16 | 36  |
|  | 10. | CA Independiente       | 36 | 9  | 8  | 19 | 34 | 49 | -15 | 35  |

PJ = Partidos Jugados; G = Partidos Ganados; E = Partidos Empatados; P = Partidos Perdidos; GF = Goles Anotados; GC = Goles Recibidos; Dif = Diferencia de gol; Pts = Puntos;
- Orden como finalizó el Apertura 2014 y Clausura 2015.

|  | Descenderá a Liga Nacional de Ascenso. |